# Rotflügelgimpel
Die Rotflügelgimpel (Rhodopechys) sind eine Gattung in der Familie der Finken (Fringillidae). Die Gattung besteht aus nur zwei sehr ähnlichen Arten, die bis in die 2000er-Jahre als Unterarten einer einzigen Art, des Rotflügelgimpels, aufgefasst wurden. Beide Arten bewohnen  kahle Gebirgsregionen zwischen etwa 1700 und 3000 m Höhe. Die frühere Unterart, der Atlasgimpel (Rhodopechys alienus), kommt in kleinen Arealen Nordafrikas vor, die eurasische Typusart, der Rotflügelgimpel (Rhodopechys sanguineus), in mehreren größeren Teilarealen von Zentralanatolien bis Nordwestchina.

## Aussehen und Merkmale

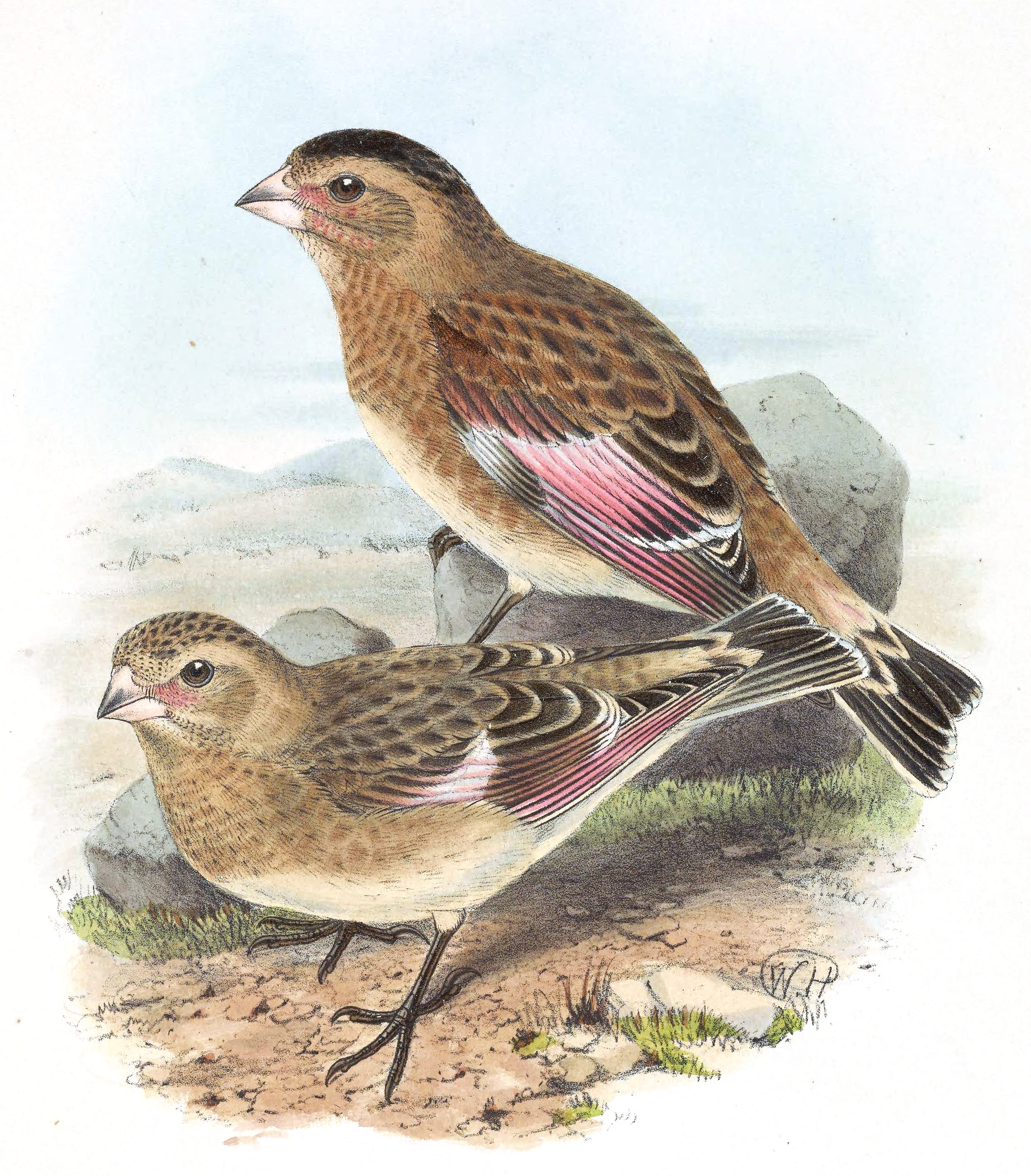
Rotflügelgimpel (Rhodopechys sanguineus)
(unten Weibchen, oben Männchen im Brutkleid)
Illustration, 1891

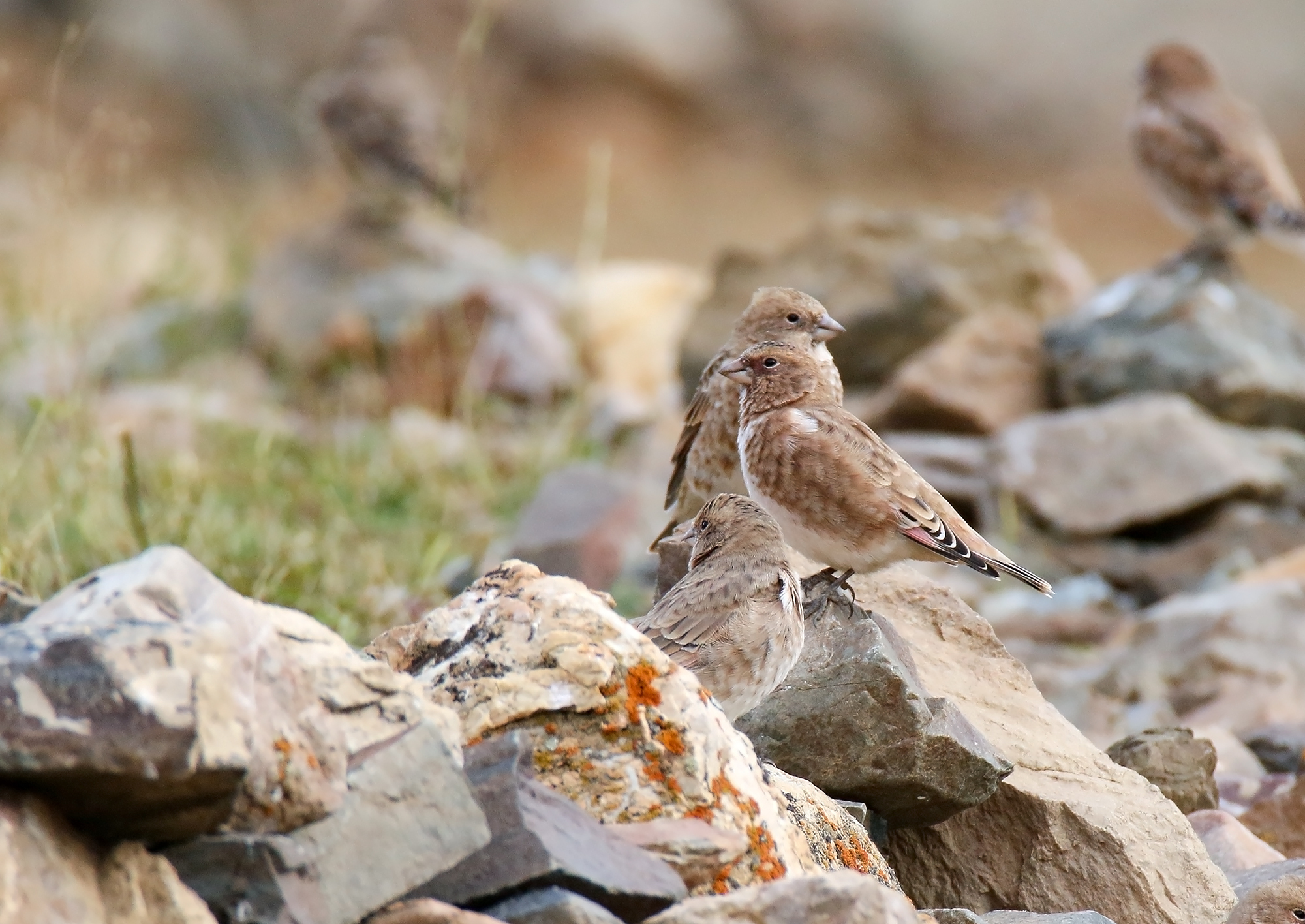
Ein Trupp Rotflügelgimpel im typischen Habitat

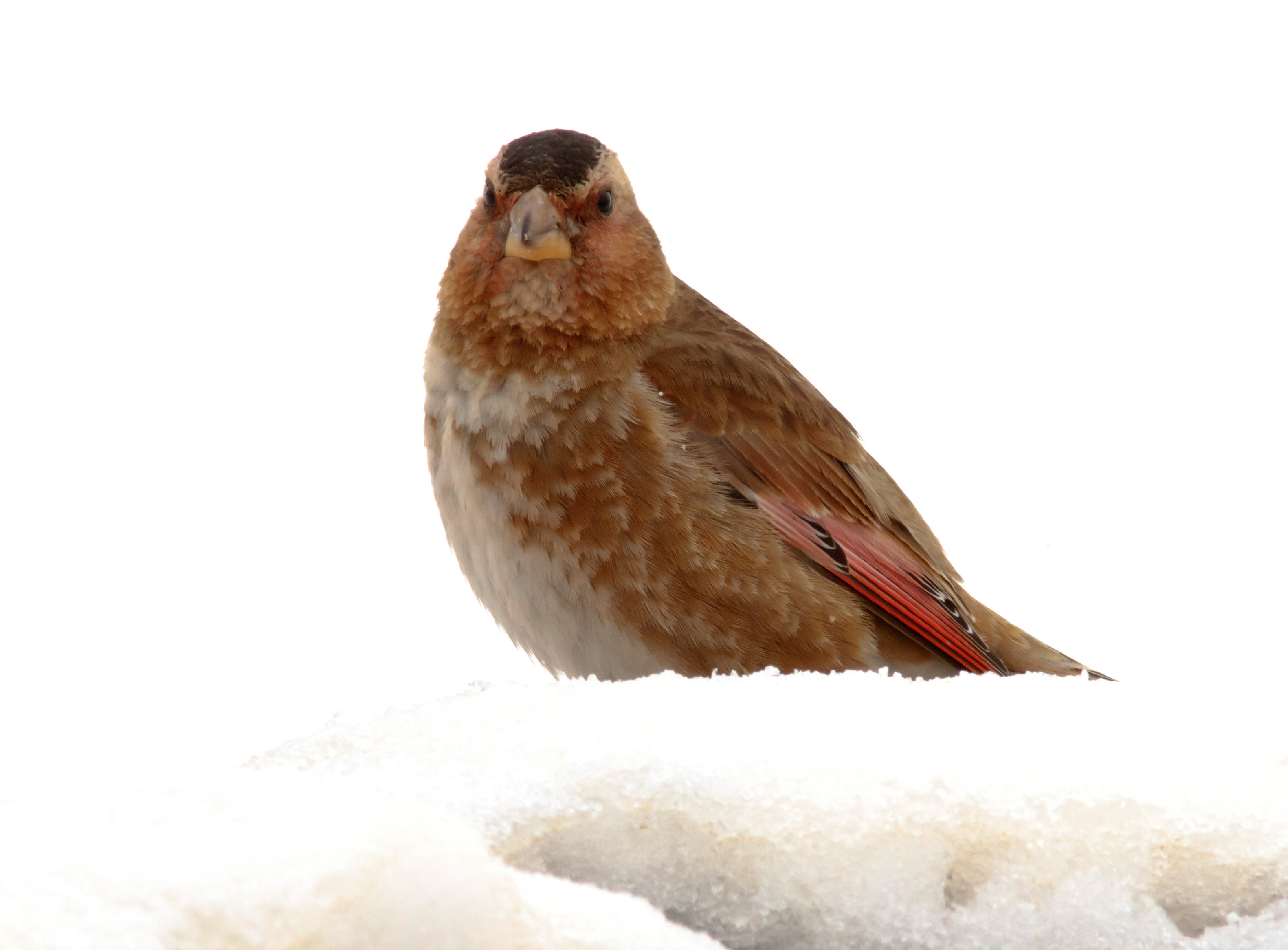
Atlasgimpel in Oukaïmeden, Marokko

Beide Arten der Rotflügelgimpel ähneln einander in Gestalt und Gefieder stark. Sie besitzen mit 13–18 cm Länge typische Finkengröße, etwa so groß wie ein Hänfling, Grünfink oder auch Haussperling. Der Kopf ist groß, der Hals kräftig, ebenso wie der horngelbe, kegelförmige Schnabel. Die Gestalt wirkt dadurch insgesamt robust. Der Schwanz ist allgemein eher kurz, ist aber beim afrikanischen Atlasgimpel etwas länger. Die Flügel erscheinen besonders im Flug als recht lang und die Spannweite ist mit etwa 32 cm entsprechend groß. Die Beine sind blassbraun, die Füße dunkler. Der Färbungsdimorphismus ist nicht besonders stark ausgeprägt, aber doch deutlich erkennbar; vor allem die beim Männchen dunkle, fast schwarze Scheitelplatte ist beim Weibchen bräunlich und stark mit helleren Federn durchsetzt.
Im Brutkleid des Männchens zeigt der sonst ocker- bis sandfarbene Kopf einen breiten, dunklen Scheitel, der bei den Männchen der eurasischen Art besonders ausgeprägt, bei den afrikanischen Atlasgimpeln weniger abgegrenzt ist. Sie Partie vor und über dem Auge ist vor allem bei der eurasischen Art bis zu den Wangen dunkelrosé gefärbt. Überaugenstreif, Ohrdecken, Kopf- und Halsseiten sind etwas heller beige getönt. Kehle und Brust sind sandbraun mit einer dunklen Strichelung bei der eurasischen Art, die auf der Brust kräftiger wird. Beim Atlasgimpel fehlt diese dunkle Strichelung und insgesamt wirkt die Art etwas heller. Das auffälligste Unterscheidungsmerkmal der nordafrikanischen Art ist der weiße Kehllatz.
Die Flanken sind sand- bis ockerbraun dabei leicht dunkel gestrichelt. Bauch und Unterseite bis zu den Unterschwanzdecken sind weißlich. Beim eurasischen Rotflügelgimpel sind teilweise rosa Einsprengsel auf dem Rumpf erkennbar. Der Nacken und der größte Teil der Oberseite sind warm ocker- bis sandfarben mit teils etwas dunkleren Federzentren, die die Oberseite leicht streifig erscheinen lassen. Vom unteren Rücken über den Bürzel erstreckt sich eine rosa, mit sandfarbenen Federbasen durchsetzte Partie bis auf die oberen Schwanzdecken. Die beiden mittleren Schwanzfedern sind bis auf eine weiße Spitze schwarz, die weiteren Schwanzfedern sind – abgesehen von einem dunklen subterminalen Band – am äußeren Rand breit rosa oder blassrosa gesäumt. Die beiden äußersten Schwanzfedern sind nahezu vollständig weiß. Die Armdecken sind ockerbraun mit dunklen Zentren und rosa Saum. Der Fittich ist schwarz, die Handdecken schwarz mit rosa Vorderrand und weißer Basis. Die Schwingen sind schwarzbraun mit kräftigen Rosa auf den Außenfahnen, das auf den Handschwingen die oberen zwei Drittel, auf den Armschwingen die ganze Länge einnimmt. Die Armschwingen sind am unteren Ende weiß gerandet, ebenso wie die sonst schwarzbraunen Schirmfedern. Das Rosa am Flügel erscheint im Flug als breite Flügelbinde, beim sitzenden Vogel als breites von den dunklen Enden der Handdecken unterbrochenes Feld. Die Unterseite der Flügel erscheint im Flug auffällig silbrig weiß.
Beim Weibchen ist der Scheitel nicht ganz so dunkel und insgesamt sind die rosa Partien sehr viel weniger intensiv ausgeprägt, bzw. fehlen teils ganz. Die dunkle Streifung an Brust, Flanken und Rücken sind auch stark zurückgenommen. Im Schlichtkleid nähert sich auch das Männchen dem unauffälligeren Erscheinungsbild des Weibchens an. Das Jugendkleid ähnelt dem des Weibchens, ist aber insgesamt noch einheitlicher sandbraun, das Rosa des Flügels ist kaum ausgeprägt. Insgesamt sind die Unterscheidungsmerkmale beider Arten bei den Weibchen, Jungvögel und im Schlichtkleid der Männchen weniger ausgeprägt.

### Stimme
Stimmlich gelten beide Arten als nicht unterscheidbar. Der Kontaktruf ist ein helles, melodisches „wi-tl-i“, der Flugruf ein weiches „tschi-rup“ oder „tschi-lip“ sowie ein „dü-lit-dü-lit“, das an die Heidelerche erinnert. Der Gesang, der von Sträuchern oder Grasbüscheln aus vorgetragen wird, klingt sperlingsähnlich „tschwili-tschwilip“. In wellenförmigen und kreisenden Singflügen ist ein plätscherndes „turdil-idi-wip-u“ zu hören.

## Verhalten
Rotflügelgimpel sind häufig am Boden zu finden, auf Sträuchern lassen sie sich fast nur zum Singen nieder. Oft halten sie sich aufrecht und hüpfen viel, laufen aber auch bisweilen etwas watschelnd. Der wellenförmige Flug ist schnell mit kräftigen Flügelschlägen.
Sie sind  wenig scheu und meistens in Paaren oder kleinen Trupps anzutreffen. Außerhalb der Brutzeit bilden sich oft größere Schwärme.

## Verbreitung und Lebensraum

### Verbreitung
Rotflügelgimpel zeigen, bedingt durch die Bindung an Hochgebirgsregionen, ein sehr zergliedertes Verbreitungsgebiet. In Nordafrika kommt der Atlasgimpel in Marokko im Hohen Atlas und wohl auch im Aurès im Nordosten Algeriens vor (hier allerdings aus den letzten Jahrzehnten keine Beobachtungsberichte vor). Bei letzterem Vorkommen könnte es sich aber auch nur um Winterbeobachtungen handeln. Der Rotflügelgimpel besiedelt zerstreut die Mitte, den Süden und den Osten der Türkei, den südlichen Kaukasus bis in den Iran. Zudem kommt er im südlichen Libanon bis zum Berg Hermon in Israel vor. In Mittelasien reicht sein Vorkommen vom Süden des Kaspischen Meeres bis Tadschikistan, und über den kirgisischen Teil des Tienschan-Gebirges bis zum Tarbagatai in Xinjiang in China. Außerdem kommt er in Afghanistan vor.

### Lebensraum
Rotflügelgimpel sind in Hochgebirgsregionen meist über 2000 m anzutreffen. Unter 1280 m findet man sie selten. Sie besiedeln kahle Hänge, Gipfel und Geröllhalden sowie seltener Flächen mit spärlichem Strauchbewuchs. Im Winter wandern sie meist in tiefere Lagen ab und sind dort in Steinwüsten und Ödland am Fuß der Berge sowie am Rande der Kulturlandschaft anzutreffen.

## Fortpflanzung
Das Nest wird aus feinen Gräsern errichtet und findet sich gewöhnlich am Boden zwischen Geröll, in Felsnischen oder unter einem Busch. Das Gelege besteht meist aus vier Eiern. Die Eier sind türkis und weisen vor allem am stumpfen Ende eine Zeichnung aus braunen Flecken und Punkten auf.

## Systematik
Die Gattung Rhodopechys enthält nur die beiden oben genannten Arten, die beide monotypisch sind:
- Rotflügelgimpel (R. sanguineus), (Gould, 1838) – Eurasien: Anatolien bis Nordwestchina (Xinjiang)
- Atlasgimpel (R. alienus), Whitaker, 1897 – Nordafrika: Marokko und Algerien

### Äußere Systematik
Die Gattung Rhodopechys gehört zur großen Unterfamilie der Stieglitzartigen (Carduelinae). Die genauen Positionen der Arten innerhalb dieser Unterfamilie und die verwandtschaftliche Nähe zueinander waren insbesondere bei den als „Gimpel“ bezeichneten Arten lange umstritten. Traditionell wurden einige dieser Arten, deren semiaride und steinige Habitate sich ähneln und die auch von ihren äußerlichen Merkmalen her große Ähnlichkeit aufweisen, als „Steingimpel“ zusammengefasst. Dies waren neben den Rotfügelgimpeln der Wüstengimpel (githagineus), Mongolengimpel (mongolicus) und der Weißflügelgimpel (obsoleta). Schon 1910 schlug Ernst Hartert daher vor, diese in eine gemeinsame Gattung zu stellen. Frühe molekulargenetische Untersuchungen auf Grundlage der DNA-DNA-Hybridisierung scheinen diese Verwandtschaft zu bestätigen und  Charles Sibley & Burt Monroe vereinigen in ihrer Checkliste von 1990 alle diese Arten in der Gattung Rhodopechys. Eine ebenfalls vorgeschlagene Vereinigung in der Gattung Bucanetes würde gegen das Prioritätsprinzip verstoßen.
Eine genaue Klärung der Verwandtschaft dieser vier Arten erfolgt schließlich im Jahre 2012 durch eine molekulargenetische Studie der Finkenvögel durch Dario Zuccon et al., die die phylogenetische Struktur der Familie und insbesondere auch der Unterfamilie Carduelinae klärt. Die Studie identifiziert dabei auch diverse Kladen innerhalb der Unterfamilie und schlägt das Taxon Pyrrhulini als Tribus der Gimpelverwandten vor.
In dieser finden sich die Rotflügelgimpel als Schwestergruppe der Gattung Bucanetes wieder, die den Wüstengimpel und den Mongolengimpel umfasst. Der Weißflügelgimpel stellt sich allerdings nicht als näher mit diesen verwandt heraus, sondern steht mit den Goldflügelgimpeln zusammen den Grünfinken der Gattung Chloris im Tribus Carduelini nahe. Innerhalb der Pyrrhulini stehen den Rotflügel- und Wüstengimpeln dagegen u. a. der Burtongimpel (Callacanthis burtoni) und der Blanfordgimpel (Agraphospiza rubescens) am nächsten.

## Belege